# Красное Озеро (Тульская область)
Красное Озеро — деревня в Чернском районе Тульской области в составе Липицкого сельского поселения.

## География
Находится в юго-западной части Тульской области на расстоянии приблизительно 27 км на восток-юго-восток по прямой от поселка Чернь, административного центра района.

## История
В 1859 году здесь (деревня Чернского уезда Тульской губернии) было отмечено 10 дворов, в 1926 — 43, в конце 1930-х годов — 30.

## Население
Постоянное население составляло 131 человек (1859 год), 231 (1926), 4 (русские 100 %) в 2002 году, 2 в 2010.